# The White Lotus
The White Lotus is een Amerikaanse komedie-drama televisieserie gemaakt door Mike White voor HBO. Het volgt de gasten en medewerkers van de fictieve resortketen White Lotus wier verblijf wordt beïnvloed door hun verschillende psychosociale problemen. Het eerste seizoen speelt zich af op Maui, Hawaï. Het tweede speelt zich af in Taormina, Sicilië. Het derde seizoen speelt zich af op Ko Samui, Thailand.
Oorspronkelijk bedoeld als een zesdelige gelimiteerde serie, ging The White Lotus in première op 11 juli 2021, met lovende kritieken en hoge kijkcijfers. Het succes van de show leidde ertoe dat HBO het vernieuwde als een anthologiereeks; een tweede seizoen ging in première op 30 oktober 2022. In november 2022 werd de serie verlengd voor een derde seizoen. In november 2024 werd bevestigd dat het derde seizoen zich afspeelt in Thailand, dat het op 16 februari 2025 in première gaat, en dat Natasha Rothwell zal terugkeren in haar rol van het eerste seizoen.
De serie werd onthaald met positieve kritische reactie. Het werd opgenomen op de lijst van de tien beste programma's van 2021 en 2022 van het American Film Institute en ontving verschillende onderscheidingen, waaronder tien Primetime Emmy Awards en twee Golden Globes .

## Stelling
De serie beschrijft "een week uit het leven van vakantiegangers tijdens een verblijf in een high end luxe resort terwijl ze ontspannen en verjongen in het paradijs. Met elke dag die voorbijgaat, onthult zich een nieuw onderdeel van de donkere complexiteit die schuilt achter de schijnbaar perfecte toeristen, de opgewekte medewerkers van het hotel en de idyllische omgeving zelf."